# 萨加玛塔国家公园
27°57′55″N 86°54′47″E / 27.96528°N 86.91306°E
萨加玛塔国家公园位于珠穆朗玛峰南麓，萨加玛塔是指珠穆朗玛峰，尼泊尔国家公园，世界自然遗产。同时也是尼泊尔旅游胜地，位于首都加德满都东北的第一省索盧坤布縣。公园共占地1113平方千米，北部与西藏珠穆朗玛峰自然保护区接壤。萨迦玛塔属于一个特殊的地区，全区遍布形态各异的山脉、冰河和深谷。公园里生活着诸多稀有物种，如麝鹿、雪豹和小熊猫，鸟类多达118种。
公园海拔从入口处的2805米升至8848米，分布着三个植被带：由橡树、松树、桦树和杜鹃构成的较低的自然带；以矮小的杜鹃和刺柏树为主的高山中间带；高出则是苔藓和地衣分布的区域。从上而下形成了层次分明的生态系统。公园里包括7座7000米以上的山峰，还有数量众多的冰川深谷。